# Even Hammer
Even Hammer (* 1. Juli 1732 in Nes (heute Ringsaker); † 22. Februar 1800 in Molde) war ein norwegischer Beamter und wirtschaftswissenschaftlicher Autor.
Seine Eltern waren der Pfarrer Ole Hannibalsen Hammer († 1744) und dessen Frau Ellen Evensdotter Meldal († 1766). Er blieb unverheiratet.
Hammer war Schüler an der Kathedralschule in Christiania und kam 1752 an die Universität in Kopenhagen. Dort erreichte er 1758 den Magistergrad und wurde anschließend von 1756 bis 1768 Lehrer an seiner alten Schule. Danach unternahm er eine Bildungsreise, die ihn an die Universitäten Oxford, Cambridge, Leiden, Paris und Göttingen führte.
Er war somit ein modern gebildeter Mann, der 1771 unter dem Pseudonym Philonorvagus die ökonomischen Ideen der Physiokratie nach Norwegen brachte, um so die Wirtschaft und auch das Geistesleben in Norwegen zu fördern. Die Schrift war von begeistertem Patriotismus getragen und sollte den Nutzen der physiokratischen Ansätze für Norwegen-Dänemark aufzeigen. Darin äußerte er auch die Ansicht, dass Norwegen von Dänemark ausgesogen worden sei. Damit wurde der Text eine der Quellen, aus denen sich das wachsende norwegische Nationalbewusstsein speiste. Er wurde in die von der Regierung Struensee neu eingerichtete „Norske Kammer“ als Sekretär berufen. Nach der Übernahme der Macht durch Ove Høegh-Guldberg wurde diese Behörde aufgelöst. 1773 wurde er Amtmann im Amt Romsdal, Nordmør og Søndmør und wohnte in Molde, wo er bis zu seinem Tode blieb. Seine Zeit als Amtmann fiel mit dem Eindringen der Aufklärung in das dänisch-norwegische Reich zusammen. Hammer wollte erreichen, dass die Verwaltung professioneller und das ökonomische Denken wissenschaftlicher würde. Auch sollte die praktische Arbeit höher geschätzt und das Volk als Mitbürger angesehen werden. Er befasste sich vor allem mit der praktischen Umsetzung seiner Ideen. Schriftliche Arbeiten gibt es von ihm nur wenig. Aber sein Patriotismus und die physiokratischen Gedanken, die er in seiner Veröffentlichung niedergelegt hatte, bestimmten seine Amtsführung. Dies ist in einer Verdreifachung seiner Amtskorrespondenz gegenüber seinen Vorgängern abzulesen.
Er ergriff viele Initiativen, um eine Ordnung in der Gesellschaft zu verwirklichen. Er kaufte das Landgut „Årønes gård“ und machte daraus ein Mustergut und erreichte, dass das Verarbeitungsverbot für Rundfische aufgehoben wurde, das für die Fischverarbeitung in Bergen und Trondheim Konkurrenzschutz bot. „Romsdals Practiske Landhuusholdningsselskab“ (Romsdals praktische Gesellschaft der Kleinbauern) von 1776, die bis 1883 existierte, geht auf seine Initiative zurück, 1783 auch eine Versicherung für die Fischerwitwen, wo er unentgeltlich mitarbeitete und die Fischer die Leitung innehatten. Er setzte sich auch aktiv für die Verbesserung der Gesundheitsvorsorge ein und entwickelte dafür 1777 einen konkreten Plan, der unter anderem eine Ausbildung für Hebammen vorsah. In den 1790er Jahren kam schließlich eine Hebammen-Ordnung zu Stande.
Hammer wurde bereits in seiner Amtszeit von der Presse gelobt, erhielt 1777 den Ehrentitel Justizrat und 1781 den des Etatsrates. Er war Mitglied von „Det Kongelige Norske Videnskabers Selskab“ und von „Det Nordiske Selskab“ in London.

## Werke
- Philonorvagi velmeente Tanker til veltenkende Medborgere. Kopenhagen 1771
- Vinskibeligheds høye Fornødenhed og ærefulde Løn. Kopenhagen 1776